# Enclaves palestinos
Os enclaves palestinos são áreas na Cisjordânia designadas aos palestinos sob diversas propostas lideradas pelos Estados Unidos e Israel para encerrar o conflito israelense-palestino. Esses enclaves são frequentemente comparados às terras negras nominalmente autônomas criadas na África do Sul da era do apartheid, e, portanto, são chamados de bantustãs. Figurativamente, eles têm sido referidos como o arquipélago palestino, entre outros termos. O status de facto em 2023 é que Israel controla todas as áreas fora desses enclaves.
As "ilhas" assumiram sua forma oficial pela primeira vez como Áreas A e B no Acordo de Oslo II de 1995. Essa disposição foi explicitamente pretendida para ser temporária, com a Área C (o restante da Cisjordânia) a ser "gradualmente transferida para a jurisdição palestina" até 1997; no entanto, essa transferência não ocorreu. A área da Cisjordânia atualmente sob controle civil limitado da Autoridade Nacional Palestina é composta por 165 enclaves. A criação desse arranjo foi descrita pela jornalista israelense Amira Hass como "o evento geopolítico mais marcante do último quarto de século".
Vários planos de paz israelo-americanos, incluindo o Plano Allon, o plano da Organização Sionista Mundial de Drobles, o plano de Menachem Begin, o plano "Allon Plus" de Benjamin Netanyahu, a Cúpula de Camp David de 2000 e a visão de Ariel Sharon de um estado palestino, propuseram um território do tipo enclave - ou seja, um grupo de áreas não contíguas cercadas, divididas e, em última análise, controladas por Israel; assim como o plano de paz de Donald Trump de 2020. Isso tem sido chamado de "opção bantustão".
As consequências da criação dessas áreas palestinas fragmentadas têm sido amplamente estudadas e mostraram ter tido um "impacto devastador na economia, nas redes sociais e na prestação de serviços básicos, como cuidados de saúde e educação".

## Nomenclatura

### Enclaves, cantões ou arquipélago
Uma variedade de termos é usada por palestinos e observadores externos para descrever esses espaços, incluindo "enclaves", "cantões", "prisões ao ar livre", "reservas" ou, coletivamente, um "estado gueto"; enquanto "ilhas" ou "arquipélago" é considerado como uma forma de comunicar como a infraestrutura da ocupação israelense da Cisjordânia interrompeu a continuidade entre as áreas palestinas. "Queijo suíço" é outra analogia popular. Desses termos, "enclaves", "cantões" e "arquipélago" também foram aplicados ao padrão de assentamentos judeus na Cisjordânia. A entrada da Enciclopédia do Conflito Israelense-Palestino para "Bantustão" diz que eles também são chamados de "cantões ou enclaves" e faz uso da palavra "fragmentação" em sua análise a partir de 2006.

O processo de criação de enclaves fragmentados também foi descrito como "encistamento" pelo estudioso de relações internacionais Glenn Bowman e como "enclavização" pelo geógrafo Ghazi Falah. De acordo com um relatório encomendado para o Programa de Desenvolvimento das Nações Unidas,
Israel sistematicamente segregou comunidades palestinas em uma série de arquipélagos (referidos de várias formas como ilhas isoladas, enclaves, cantões e Bantustãs) sob um arranjo conhecido como 'um dos sistemas de controle mais intensamente territorializados já criados'.

### Bantustãs
Os enclaves são frequentemente referidos como "bantustãs", particularmente, mas não exclusivamente, por aqueles críticos da política israelense em relação aos palestinos, fazendo referência aos territórios reservados para os habitantes negros na África do Sul do Apartheid. A etiqueta implica que as áreas carecem de soberania política significativa e independência econômica. De acordo com a Professora Julie Peteet, Presidente do Departamento de Antropologia da Universidade de Louisville, a política global de hafrada do governo israelense, que envolve separação, "exemplificada pelos assentamentos judeus, enclaves palestinos, expropriação de terras, postos de controle, estradas segregadas e o sistema de permissões", é paralela ao sistema de passes do apartheid sul-africano, políticas de terra e bantustãs.
O uso do termo bantustãs para descrever as áreas palestinas remonta à década de 1960, incluindo o líder militar e político israelense Moshe Dayan, que teria sugerido bantustãs como modelo explícito para os enclaves palestinos. Outros israelenses e americanos que usaram terminologia semelhante em vários contextos incluem Ariel Sharon (supostamente), Colin Powell, James Baker,(Telhami 2010, p. 83a)}} John Dugard, Martin Indyk, Daniel Levy, Amos Elon, Yigal Allon, I. F. Stone, Avi Primor, Ze'ev Schiff, Meron Benvenisti, Yuval Shany, Menachem Klein e Akiva Eldar. O substantivo verbal "bantustanização" foi usado pela primeira vez por Azmi Bishara em 1995, embora Yasser Arafat tenha feito a analogia anteriormente em negociações de paz com seus interlocutores. Muitos pesquisadores e escritores da esquerda israelense o usaram no início dos anos 2000, por exemplo, Meron Benvenisti se referiu em 2004 ao modelo de fragmentação territorial, política e econômica buscado pelo governo israelense.

## História

### Planejamento israelense na Cisjordânia antes de Oslo

O Plano Allon de 1967

Após a Guerra dos Seis Dias de 1967, um pequeno grupo de oficiais e altos funcionários israelenses defendeu que Israel planejasse unilateralmente um miniestado ou "canto" palestino, no norte da Cisjordânia. Na época, os formuladores de políticas não implementaram esse plano cantonal. O ministro da Defesa, Moshe Dayan, afirmou que Israel deveria manter a Cisjordânia e a Faixa de Gaza, argumentando que um "tipo de 'Bantustão' árabe deveria ser criado com controle dos assuntos internos, deixando a Israel as questões de defesa, segurança e relações exteriores". Poucas semanas após a guerra, o intelectual judeu americano I. F. Stone escreveu que devolver a Cisjordânia à Jordânia seria melhor do que criar "um estado fantoche - uma espécie de Bantustão árabe".

#### Plano Allon
No início de 1968, Yigal Allon, o ministro israelense pelo qual o Plano Allon de 1967 é nomeado, propôs reformular seu plano transferindo algumas áreas palestinas de volta para a Jordânia. De acordo com o plano, Israel anexaria a maior parte do Vale do Jordão, desde o rio até as encostas orientais da colina da Cisjordânia, Jerusalém Oriental e o bloco de Etzion, enquanto as áreas densamente povoadas das colinas da Cisjordânia, junto com um corredor que incluía Jericó, seriam oferecidas à Jordânia. A intenção de Allon era criar uma zona considerada necessária por razões de segurança entre Israel e a Jordânia e estabelecer uma "coluna oriental" de assentamentos agrícolas. O plano teria anexado cerca de 35% da Cisjordânia, com poucos palestinos.
Na visão de Allon, se Israel não devolvesse as terras palestinas que não deveriam ser anexadas para assentamentos israelenses a esse país, teria que deixar os palestinos com uma autonomia sob o governo israelense. Isso, argumentava ele, levaria os observadores a concluir que Israel havia estabelecido um arranjo semelhante a "algum tipo de Bantustão sul-africano".

#### Plano de Jerusalém de 1968

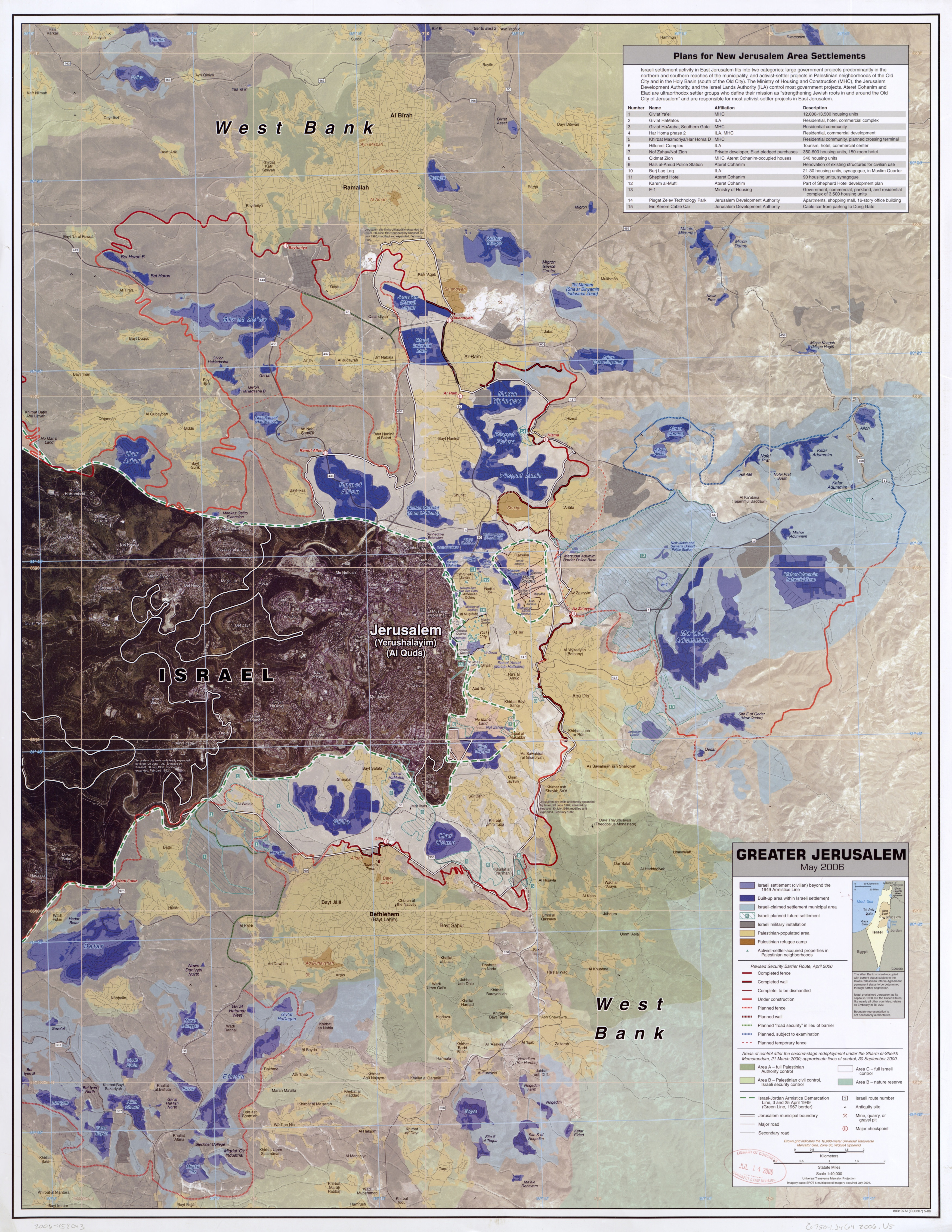
Área de Jerusalém, maio de 2006

Em 27 de junho de 1967, Israel expandiu os limites municipais de Jerusalém Ocidental para incluir aproximadamente 70 km² de território da Cisjordânia, hoje conhecido como Jerusalém Oriental, que incluía a Jerusalém Oriental jordaniana (6 km²) e 28 aldeias e áreas dos municípios de Belém e Beit Jala (64 km²).
O plano-mestre estabeleceu o objetivo de garantir a "unificação de Jerusalém" e evitar que ela fosse dividida no futuro. Conforme esses e planos subsequentes, doze assentamentos israelenses foram estabelecidos de tal forma que "completaram um cinturão de tecido construído que envolveu e dividiu os bairros e aldeias palestinos anexados à cidade". O plano previa a construção de bairros judeus em estágios, que começaram logo após a Guerra dos Seis Dias. Em particular, os novos assentamentos de Ramot Eshkol, French Hill e Givat HaMivtar fecharam a lacuna nas partes norte da cidade. A segunda etapa ocorreu nas décadas de 1970 e início dos anos 1980, quando foram construídos Ramot e Neve Ya'akov no norte e Gilo e East Talpiot no sul. A terceira etapa incluiu Pisgat Ze'ev em 1980 e a criação do "cinturão de segurança externo", que consistia em Ma'ale Adumim (1977), Givon (1981) e Efrat (1983), construídos em áreas elevadas e próximos a estradas estratégicas na área palestina. Os esforços mais recentes incluíram a construção de Har Homa (1991) e as tentativas até agora malsucedidas de conectar Ma'ale Adumim a outros assentamentos israelenses em Jerusalém Oriental.

#### Planos Drobles e Sharon

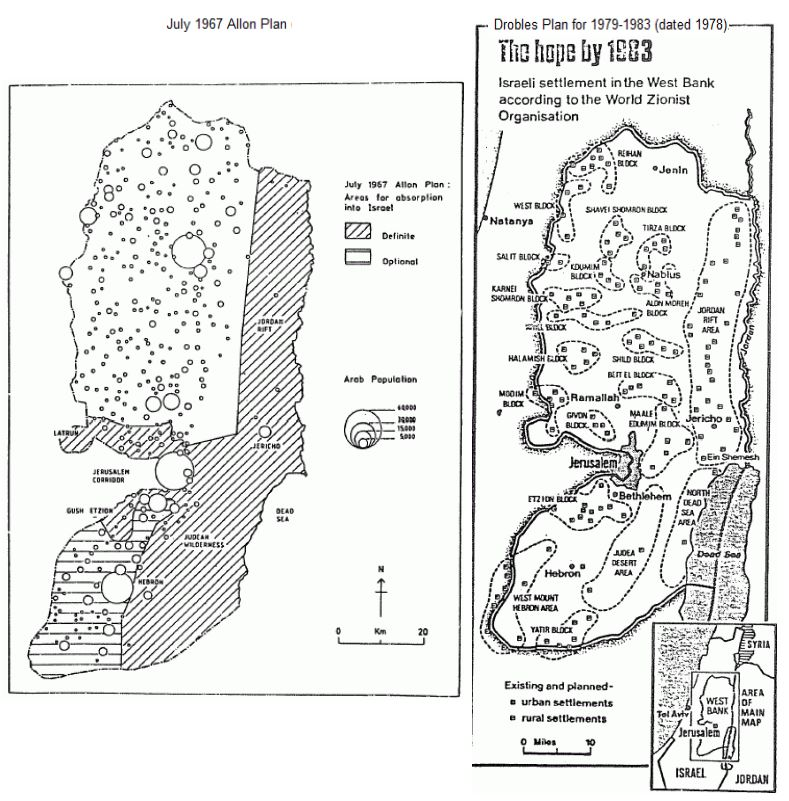
Plano Allon de 1967 e Plano Drobles de 1978

Ariel Sharon foi a figura principal por trás da política do Likud para os assentamentos israelenses nos territórios palestinos por décadas e é amplamente considerado seu principal arquiteto.  De acordo com Ron Nachman, Sharon vinha pensando na questão dos assentamentos nos territórios conquistados desde 1973, e seu mapa de assentamentos, delineado em 1978, não havia essencialmente mudado quando ele implementou a Barreira de Separação.
Em setembro de 1977, no primeiro governo do Likud, Ariel Sharon assumiu o Comitê Ministerial de Assentamentos e anunciou o primeiro de uma série de planos para novos assentamentos. Isso seria organizado por meio de uma rede de blocos de assentamentos de diferentes tamanhos situados nas cordilheiras montanhosas em toda a Cisjordânia, nas cidades e aldeias palestinas. Sharon considerava o plano Allon insuficiente, a menos que o terreno elevado também fosse fortificado.
Mais tarde, os planos de Sharon foram adotados como o "Plano-Mestre para o Desenvolvimento de Assentamentos na Judeia e Samaria para os Anos 1979-1983", elaborado por Matityahu Drobles em nome da Divisão de Assentamentos da Organização Sionista Mundial em 1979. Em 1982, Sharon, na época Ministro da Defesa, publicou seu plano-mestre para Assentamentos Judaicos na Cisjordânia Até o Ano 2010, que ficou conhecido como o Plano Sharon.
Esses planos - o Plano Allon, Drobles e Sharon, bem como o Plano das Cem Mil, que nunca foi oficialmente reconhecido - foram o projeto para os assentamentos israelenses na Cisjordânia. Segundo o professor Saeed Rahnema, esses planos previam "o estabelecimento de assentamentos nas colinas circundantes das cidades e aldeias palestinas e a criação de tantos enclaves palestinos quanto possível", enquanto muitos aspectos formaram a base de todos os "planos de paz" fracassados que se seguiram.

### O Caminho para Oslo
Segundo Avi Primor, ex-diretor adjunto do departamento de África, Ásia e Oceania do Ministério das Relações Exteriores de Israel, que era embaixador e vice-presidente da Universidade de Tel Aviv na época em que escreveu em 2002, nos escalões mais elevados do estabelecimento de segurança israelense nas décadas de 1970 e 1980, havia uma ampla empatia pelo sistema de apartheid da África do Sul e um interesse particular na resolução da questão demográfica desse país por meio da criação de "homelands" bantustãs para vários grupos da população negra nativa. Círculos e estudiosos pró-palestinos, apesar do sigilo da aliança tácita entre Israel e a África do Sul, estavam familiarizados com os acordos em andamento entre os dois países em questões militares e nucleares, embora a próspera cooperação entre Israel e o Bantustão de Bophuthatswana em si fosse um assunto que permaneceu negligenciado até recentemente, quando os arquivos da África do Sul começaram a ser abertos.

#### Autonomia
No início da década de 1970, revistas em língua árabe começaram a comparar as propostas israelenses para a autonomia palestina à estratégia dos bantustãs da África do Sul. Em janeiro de 1978, o líder da Organização para a Libertação da Palestina (OLP), Yasser Arafat, criticou uma oferta de paz de Menachem Begin como "menos do que Bantustãs". Os acordos de Camp David de setembro de 1978 incluíram disposições para os palestinos, que não participaram, com base no Plano de 1977 de Begin para a Cisjordânia e Faixa de Gaza.

#### Plano dos Cem Mil
Publicado em 1983, o "Plano-Mestre de Assentamento para a Judeia e Samaria, Plano de Desenvolvimento da Região para 1983-1986", coautorizado pelo Ministério da Agricultura e pela Divisão de Assentamentos da Organização Sionista Mundial, visava atrair 80.000 israelenses para viver em 43 novos assentamentos israelenses (para os quais até 450 km de novas estradas seriam pavimentadas) com o objetivo de elevar a população total de colonos para 100.000 até 2010. No final de 1984, algum constrangimento foi causado quando o assentamento israelense de Ariel na Cisjordânia se associou como cidade irmã à cidade de Bisho, a capital do Bantustão ostensivamente independente de Ciskei. Pouco depois, Shimon Peres, o novo primeiro-ministro de um governo de coalizão nacional Trabalhista-Likud, condenou o apartheid como um "sistema idiota".

#### Intifada (1987 a 1991)
Nas eleições de 1984, Trabalhistas e Likud, em lados opostos do debate sobre compromissos territoriais, foram forçados a formar uma coalizão e qualquer ideia de terra em troca de paz foi deixada de lado. Na década de 1980, Sharon usou medidas coercitivas para controlar a população, como toques de recolher, destruição de casas e a erradicação de árvores, uma política reafirmada em 1985 por Yitzhak Rabin. Esses assentamentos israelenses constituíam uma "anexação furtiva de fato" que alimentava o descontentamento palestino. Em 1985, a Conferência Nacional de Advogados Negros dos Estados Unidos compilou um relatório, intitulado "Bantustãs na Terra Santa", fazendo uma analogia com o que estava acontecendo na Cisjordânia. O termo foi muito criticado na época, mas 15 anos depois, uma estudiosa norte-americana de direito comparado e africanista, Adrien Wing, escreveu que os eventos na década e meia seguinte sobre a forma como o território estava sendo regulado pareciam apoiar a coerência da analogia.
No final de 1987, as tensões se acirraram e a Intifada começou. Em 1988, a Jordânia renunciou a qualquer reivindicação sobre a Palestina e o Conselho Nacional Palestino proclamou o Estado da Palestina. Sharon anunciou o plano Sete Estrelas em 1991, que previa assentamentos na Linha Verde, com a intenção declarada de sua consequente erradicação, e o plano Meretz-Sheves de 1992 contemplava quatro cantões palestinos divididos por zonas de assentamento judaico e posteriormente evoluiu como um plano para anexar todos os principais blocos de assentamentos junto com três "enclaves palestinos autônomos", que Catriona Drew, professora de direito internacional na Universidade de Londres, descreveu como a "bantustanização" de uma "unidade de autodeterminação". A Intifada perdeu força após a Conferência de Madri de 1991, que reuniu representantes israelenses e palestinos pela primeira vez desde 1949, e em 1992, Rabin prometeu interromper a expansão dos assentamentos e iniciou negociações secretas com a OLP.

### Acordos de Oslo

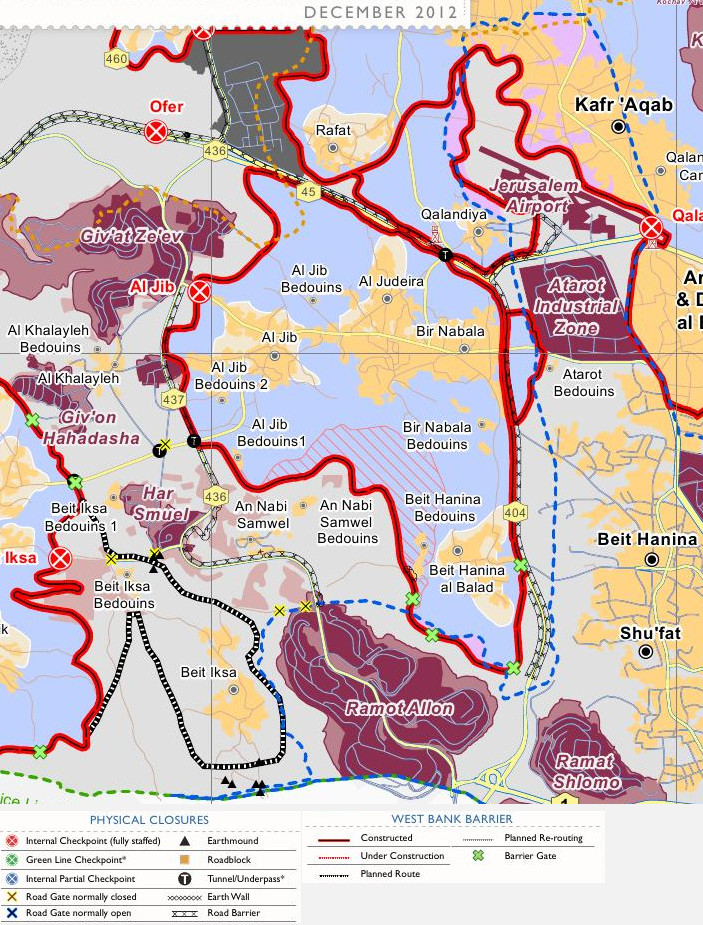
Alguns enclaves estão inteiramente cercados pela barreira israelense na Cisjordânia, como Bir Nabala e Qalandia.

Logo após a assinatura conjunta do Acordo de Oslo I em 13 de setembro de 1993, Yassir Arafat e Shimon Peres se envolveram em negociações de acompanhamento na cúpula da UNESCO realizada em dezembro daquele ano, em Granada. Arafat ficou furioso com o que considerou termos impossíveis rigidamente estabelecidos por Peres em relação ao controle israelense das saídas de fronteira com a Jordânia, afirmando que o que lhe estava sendo pedido para assinar se assemelhava a um bantustão. Peres insistiu que isso era o que havia sido acordado em Oslo. Posteriormente, em 4 de maio de 1994, Israel e a OLP assinaram o Acordo Gaza-Jericó, que estipulava os arranjos para a retirada das tropas israelenses de ambas as áreas mencionadas. Azmi Bishara comentou em 1995 que o modelo previsto para Gaza era um Bantustão, ainda mais restritivo em suas implicações e escopo do que os existentes na África do Sul, e que Oslo estava aplicando esse modelo à Cisjordânia. Isso, por sua vez, foi interpretado como um sinal de que o mesmo modelo seria aplicado no futuro à Cisjordânia, assim como em Jericó.
O Acordo de Oslo II de 1995 formalizou a fragmentação da Cisjordânia, alocando para os palestinos mais de 60 ilhas desconectadas; até o final de 1999, a Cisjordânia havia sido dividida em 227 entidades separadas, a maioria das quais era menor do que 2 km² (cerca de metade do tamanho do Central Park de Nova York). Essas áreas, compondo o que é conhecido como Área A (cerca de 1.005 km²; 17,7% da Cisjordânia) e Área B (cerca de 1.035 km²; 18,3% da Cisjordânia), formalizaram a limitação legal para a expansão urbana das áreas povoadas pelos palestinos fora desses fragmentos. Embora esses arranjos tenham sido acordados em Oslo como temporários, com o restante da Cisjordânia a ser "gradualmente transferido para a jurisdição palestina" até 1997, essas transferências nunca foram realizadas.

#### Mapas de Oslo
O mapa de Oslo foi chamado de mapa "queijo suíço", em referência aos múltiplos buracos ("olhos") no queijo Emmental.  Os negociadores palestinos em Oslo não viram o mapa israelense até 24 horas antes da assinatura do acordo, e não tinham acesso a mapas próprios para confirmar o que lhes estava sendo mostrado. Yasser Arafat foi citado por Uri Savir, o principal negociador israelense em Oslo, da seguinte forma: "Arafat olhou fixamente para o mapa em silêncio, depois saltou da cadeira e declarou ser uma humilhação insuportável. 'Esses são cantões! Você quer que eu aceite cantões! Você quer me destruir'!"

A professora Shari Motro, na época secretária israelense na delegação de Oslo, descreveu em 2005 parte da história por trás dos mapas:
Algumas pessoas alegam que o processo de Oslo foi deliberadamente projetado para segregar os palestinos em enclaves isolados, para que Israel pudesse continuar a ocupar a Cisjordânia sem o ônus de policiar seu povo. Se assim for, talvez o mapa tenha inadvertidamente revelado o que os habilidosos redatores israelenses trabalharam diligentemente para esconder. Ou talvez os negociadores de Israel tenham enfatizado propositadamente a descontinuidade das áreas palestinas para apaziguar a oposição da direita israelense, sabendo muito bem que Arafat ficaria furioso. Nenhum dos cenários é verdadeiro. Eu sei, porque tive um papel na produção do mapa oficial de Oslo II, e não tinha ideia do que estava fazendo. Tarde da noite durante as negociações, meu comandante me levou do hotel onde estavam ocorrendo as negociações para uma base do exército, onde me conduziu a uma sala com grandes mesas de luz fluorescente e pilhas de mapas por toda parte. Ele me entregou marcadores secos, desenrolou um mapa que eu nunca havia visto antes e me orientou a traçar certas linhas e formas. Apenas torne-as mais claras, ele disse. Nenhum cartógrafo estava presente, nenhum designer gráfico opinou sobre minhas escolhas e, quando terminei, ninguém revisou meu trabalho. Ninguém sabia que isso importava.

O então superior de Motro, Shaul Arieli, que desenhou e foi finalmente responsável pelos mapas de Oslo, explicou que os enclaves palestinos foram criados por um processo de subtração, relegando os palestinos a áreas que os israelenses consideravam "não importantes":
O processo foi muito fácil. No acordo assinado em '93, todas aquelas áreas que seriam parte do acordo de status final — assentamentos, Jerusalém, etc. — eram conhecidas. Portanto, retirei essas áreas, juntamente com aquelas estradas e infraestruturas que eram importantes para Israel no período intermediário. Foi uma experiência nova para mim. Eu não tinha experiência em fazer mapas antes. Usei muitas organizações civis e militares diferentes para reunir dados sobre infraestrutura, estradas, tubulações de água, etc. Tirei o que achei importante para Israel.
As ilhas isolam comunidades palestinas umas das outras, permitindo que sejam bem guardadas e facilmente contidas pelo exército israelense. Os arranjos resultam em um "crescimento interno" das localidades palestinas, em vez de expansão urbana. Muitos observadores, incluindo Edward Said, Norman Finkelstein e Meron Benvenisti, foram altamente críticos dos acordos, com Benvenisti concluindo que a autodeterminação palestina esboçada nos acordos era pouco mais do que um eufemismo para a "bantustanização". Defensores dos acordos firmados na década de 1990 entre Israel e a OLP rejeitaram as críticas de que o efeito produzido era semelhante ao do regime de apartheid da África do Sul, observando que, enquanto a estrutura dos bantustãs nunca foi endossada internacionalmente, o memorando do processo de paz de Oslo foi apoiado e apoiado por uma concertação internacional de nações, tanto na Europa, no Oriente Médio como pela Federação Russa.

#### Netanyahu e o Acordo de Wye River
Um subsequente Acordo de Wye River negociado com Benjamin Netanyahu recebeu críticas semelhantes. O autor israelense Amos Elon escreveu em 1996 que a ideia de independência palestina é "anátema" para Netanyahu e que "[o] máximo que ele parece disposto a conceder aos palestinos é uma forma de autonomia local muito limitada em cerca de duas ou três dezenas de enclaves estilo bantustão". Noam Chomsky argumentou que a situação prevista ainda diferia do modelo histórico da África do Sul pelo fato de Israel não subsidiar os territórios fragmentados que controlava, como a África do Sul fazia, deixando isso para doadores de ajuda internacional; e em segundo lugar, apesar das exortações da comunidade empresarial, não havia, naquele período, estabelecido maquiladoras ou parques industriais para explorar a mão de obra palestina barata, como a África do Sul havia feito com os bantustões. No entanto, ele fez uma analogia entre as duas situações ao dizer que as negociações de paz haviam levado a uma elite corrupta, a Autoridade Palestina, desempenhando um papel semelhante ao da liderança negra nomeada pela África do Sul para administrar seus bantustões. Chomsky concluiu que era do interesse de Israel concordar em chamar essas áreas de estados.

### Planos de paz subsequentes

#### Cúpula de Camp David de 2000
Conversações para alcançar uma resolução abrangente do conflito foram renovadas na Cúpula de Camp David em 2000, apenas para fracassarem. As contas diferem quanto a qual lado foi responsável pelo fiasco. Relatos do resultado da cúpula foram descritos como ilustrativos do chamado Efeito Rashomon, no qual as múltiplas testemunhas deram interpretações contraditórias e auto-serviço.
A oferta do Primeiro-Ministro de Israel, Ehud Barak, foi amplamente relatada como "generosa" pelo establishment dos Estados Unidos – país aliado dos israelenses – e, de acordo com o diplomata estadunidense Dennis Ross, teria entregue o controle de 97% da Cisjordânia aos palestinos. Em resposta aos comentários de Ross, Hassan Abdel Rahman, o representante palestino em Washington desde 1994, em um fórum patrocinado pelo U.S. Institute for Peace, contestou essa versão dos eventos.
Ehud Barak afirmou que as acusações dos críticos revisionistas de que seu plano oferecia "bantustões não contíguos" eram "uma das mentiras mais embaraçosas a surgir de Camp David." Outros tinham a opinião de que, apesar do compromisso de se retirar da maior parte de seu território, a entidade resultante ainda teria consistido em vários bantustões. O jornalista israelense Ze'ev Schiff argumentou que "a perspectiva de estabelecer um estado viável estava desaparecendo diante dos olhos [dos palestinos]. Eles se depararam com um conjunto intolerável de opções: concordar com a ocupação em expansão... ou estabelecer Bantustões lamentáveis, ou lançar uma revolta."

O ex-presidente dos Estados Unidos, Jimmy Carter, escreveu sobre os "Parâmetros Clinton" em seu amplamente divulgado livro "Palestina: Paz e Não Apartheid":
A melhor oferta para os palestinos - de Clinton, não de Barak - tinha sido retirar 20% dos assentamentos, cobrindo cerca de 10% da terra ocupada, incluindo terras a serem 'alugadas' e partes do vale do rio Jordão e Jerusalém Oriental. A porcentagem é enganosa, pois geralmente inclui apenas a área física dos assentamentos. Existe uma zona com um raio de cerca de quatrocentos metros ao redor de cada assentamento na qual os palestinos não podem entrar. Além disso, existem outras áreas grandes que seriam tomadas ou designadas para uso exclusivo de Israel, estradas que conectam os assentamentos entre si e a Jerusalém, e "artérias vitais" que fornecem aos colonos água, esgoto, eletricidade e comunicações. Essas áreas variam de largura de quinhentos a quatro mil metros, e os palestinos não podem usar ou atravessar muitas dessas conexões. Esse emaranhado de assentamentos e seus condutos de interconexão efetivamente divide a Cisjordânia em pelo menos duas áreas não contíguas e múltiplos fragmentos, muitas vezes inabitáveis ou até inacessíveis, e o controle do vale do rio Jordão nega aos palestinos qualquer acesso direto a leste, em direção à Jordânia. Cerca de cem postos de controle militares cercam completamente a Palestina e bloqueiam rotas que vão para ou entre comunidades palestinas, combinados com um número incalculável de outras estradas que estão permanentemente fechadas com grandes blocos de concreto ou montes de terra e pedras. Não havia possibilidade de que qualquer líder palestino pudesse aceitar essas condições e sobreviver, mas declarações oficiais de Washington e Jerusalém tiveram sucesso em colocar toda a responsabilidade pelo fracasso em Yasser Arafat.
Após o colapso das negociações, os protestos palestinos escalaram para a Segunda Intifada.

#### "Sharon, Olmert e Bush
Após sua eleição como primeiro-ministro de Israel em março de 2001, Ariel Sharon expressou sua determinação em não permitir que o plano de paz avançado pela primeira administração de George W. Bush atrapalhasse seus objetivos territoriais, e afirmou que as concessões de Israel em todas as negociações anteriores não eram mais válidas. Vários analistas israelenses proeminentes concluíram que seus planos torpedearam o processo diplomático, com alguns afirmando que sua visão de enclaves palestinos se assemelhava ao modelo dos Bantustões. Em 2002, Israel iniciou a Operação Escudo Defensivo e deu início à construção da barreira israelense na Cisjordânia, que frequentemente se desvia da linha de cessar-fogo pré-1967 na Cisjordânia.
Mais tarde, ficou evidente que, em particular, Sharon havia confidenciado a um estadista estrangeiro, tão cedo quanto abril de 1999, quando servia como Ministro das Relações Exteriores do governo de Netanyahu, que acreditava que o modelo dos Bantustões da era do apartheid fornecia "uma solução ideal para o dilema da existência do Estado Palestino". Quando Massimo D'Alema relembrou a discussão na qual Sharon explicou sua preferência por uma Palestina semelhante a Bantustões, um dos convidados, que participou de um jantar particular que o primeiro-ministro italiano ofereceu aos israelenses no final de abril de 2003, contestou, sugerindo que as lembranças de D'Alema deviam ser uma interpretação em vez de um fato. D'Alema respondeu que as palavras que ele deu eram "uma citação precisa do seu primeiro-ministro". Outro convidado israelense, que estava presente no jantar e estava profundamente envolvido em cultivar laços entre Israel e a África do Sul, confirmou que "sempre que encontrava Sharon, era interrogado detalhadamente sobre a história dos protetorados e suas estruturas".  No mesmo ano, Sharon próprio admitiu que isso informou seu plano de construir um "mapa de um (futuro) Estado Palestino". Não apenas a Faixa de Gaza seria reduzida a um Bantustão, mas o modelo lá, de acordo com Meron Benvenisti, seria transposto para a Cisjordânia, garantindo, ao mesmo tempo, que o Muro de Separação em si se dividisse em três entidades fragmentadas: Jenin-Nablus, Belém-Hebron e Ramallah.
Avi Primor, em 2002, descreveu as implicações do plano da seguinte forma: "Sem que ninguém percebesse, está em andamento um processo para estabelecer um 'Estado Palestino' limitado às cidades palestinas, um 'estado' composto por várias enclaves separadas e sem soberania, sem recursos para se sustentar." Em 2003, o historiador Tony Judt, argumentando que o processo de paz fora efetivamente morto, deixando "os árabes palestinos encurralados em Bantustões em constante redução." Comentando esses planos em 2006, Elisha Efrat, Professor de Geografia Urbana na TAU, argumentou que qualquer Estado criado nessas divisões fragmentadas não seria economicamente viável nem administrável.
Em 26 de maio de 2005, durante uma coletiva de imprensa conjunta com Mahmoud Abbas, no Jardim das Rosas da Casa Branca, o presidente George W. Bush declarou suas expectativas em relação ao Mapa do Caminho da seguinte forma:
Qualquer acordo de status final deve ser alcançado entre as duas partes, e quaisquer mudanças nas linhas de cessar-fogo de 1949 devem ser mutuamente acordadas. Uma solução de dois estados viável deve garantir a continuidade da Cisjordânia, e um estado com territórios dispersos não funcionará. Deve haver também conexões significativas entre a Cisjordânia e Gaza. Esta é a posição dos Estados Unidos hoje, e será a posição dos Estados Unidos no momento das negociações de status final.
Sharon acabou unilateralmente removendo os colonatos judaicos da Faixa de Gaza em 2005, e nos anos seguintes, durante o período de transição Sharon-Peres e o governo de Ehud Olmert, tornou-se comum falar do resultado lá, onde o Hamas assumiu a autoridade exclusiva sobre a administração interna da Faixa, como o estado de Hamastão, um trocadilho com Bantustão e outros usos pejorativos do sufixo -stan para descrever um lugar habitado por muçulmanos. Ao mesmo tempo, de acordo com Akiva Eldar, o plano de Sharon de criar enclaves descontínuos para os palestinos na Cisjordânia foi implementado. Em sua palestra de Sadat em 14 de abril de 2005, o ex-Secretário de Estado dos Estados Unidos, James Baker, disse que "Finalmente, a administração deve deixar claro de forma inequívoca a Israel que, embora a retirada planejada do primeiro-ministro Sharon da Faixa de Gaza seja uma iniciativa positiva, não pode ser simplesmente o primeiro passo em um processo unilateral que leve à criação de Bantustões palestinos na Cisjordânia". Os mapas para a retirada de Sharon da Faixa de Gaza, Camp David e Oslo são semelhantes entre si e ao Plano Allon de 1967. Até 2005, juntamente com o Muro de Separação, aquela área estava marcada com 605 barreiras de fechamento, cujo efeito global era criar uma "matriz de quadrantes controlados a partir de posições militares e assentamentos bem defendidos". O plano de Realinhamento de Olmert (ou plano de convergência) são termos usados para descrever um método pelo qual Israel cria "fatos no terreno" para um futuro Estado palestino de sua própria concepção, conforme previsto no plano Allon."

#### Netanyahu e Obama
Em 2016, no último ano de seu mandato, Barack Obama e John Kerry discutiram vários mapas detalhados que mostravam a fragmentação das áreas palestinas. O assessor Ben Rhodes disse que Obama "ficou chocado ao ver como os israelenses haviam sido 'sistemáticos' em cortar os centros de população palestina uns dos outros". Essas descobertas foram discutidas com o governo israelense, que nunca as contestou. A percepção de Obama foi relatada como a razão pela qual ele se absteve na Resolução 2334 do Conselho de Segurança das Nações Unidas, que condenou os assentamentos.
Segundo Chemi Shalev, do Haaretz, em um discurso marcando o 50º aniversário da Guerra dos Seis Dias, "Netanyahu prevê não apenas que os palestinos na Cisjordânia precisarão de permissão israelense para entrar e sair de sua 'pátria', o que também era o caso dos Bantustões, mas que as Forças de Defesa de Israel terão permissão para continuar criando bloqueios rodoviários, prendendo suspeitos e invadindo casas palestinas, tudo em nome das 'necessidades de segurança'."
Em uma entrevista de 2016, a ex-membro do Knesset (MK) israelense Ksenia Svetlova argumentou que uma retirada israelense da Cisjordânia seria muito difícil e que um resultado mais provável seria a "anexação e controle dos palestinos em Bantustões"..

#### Plano de paz de Trump

Mahmoud Abbas no Conselho de Segurança das Nações Unidas em fevereiro de 2020, descrevendo o plano de Trump como "queijo suíço".

O plano de paz de Trump em 2020 propôs dividir um possível "Estado da Palestina" em cinco zonas:
- Uma Faixa de Gaza reduzida conectada por uma estrada a dois distritos desabitados no deserto de Negev;
- Parte do sul da Cisjordânia;
- Uma área central ao redor de Ramallah, quase trissectada por vários assentamentos israelenses;
- Uma área no norte, incluindo Nablus, Jenin e Tulkarm;
- Uma pequena zona incluindo Qalqilya, cercada por assentamentos israelenses..

O Presidente Palestino Mahmoud Abbas comentou sobre a natureza fragmentada da proposta no Conselho de Segurança das Nações Unidas, mostrando uma imagem dos cantões fragmentados e declarando: "Este é o estado que eles nos darão. É como queijo suíço, realmente. Quem entre vocês aceitaria um estado e condições semelhantes?"  Segundo o Professor Ian Lustick, a designação "Estado da Palestina" aplicada a este arquipélago de distritos habitados por palestinos não deve ser levada mais a sério do que a comunidade internacional levou a descrição da África do Sul do apartheid dos bantustões de Transkei, Bophuthatswana, Venda e Ciskei como "nações-estados independentes".
Quando o plano surgiu, Yehuda Shaul argumentou que as propostas eram notavelmente semelhantes aos detalhes apresentados tanto no Plano Drobles de 1979, escrito para a Organização Sionista Mundial e intitulado Plano-Mestre para o Desenvolvimento de Assentamentos na Judeia e Samaria, 1979-1983, quanto em elementos-chave do Plano Allon anterior, destinado a garantir o assentamento judeu nos territórios palestinos, bloqueando a possibilidade de um estado palestino emergir.
O plano, em princípio, contempla um futuro estado palestino que, como descreve o Financial Times, seria "reduzido a uma constelação de enclaves desconectados". Um grupo de especialistas em direitos humanos também concordou com a opinião, dizendo que "o que restaria da Cisjordânia seria um Bantustão palestino, ilhas de terra desconectadas completamente cercadas por Israel e sem conexão territorial com o mundo exterior." Opiniões semelhantes foram expressas por Daniel Levy, ex-negociador israelense e presidente do Projeto Estados Unidos/Oriente Médio, e pelo Relator Especial da ONU Michael Lynk.

#### Plano de anexação de Netanyahu

Proposta de setembro de 2019 pelo primeiro-ministro israelense Benjamin Netanyahu para a anexação do Vale do Jordão, mostrando Jericó se tornando um enclave palestino..

O primeiro-ministro israelense Benjamin Netanyahu anunciou em 6 de abril de 2019, três dias antes das eleições israelenses, que não abriria mão de nenhum assentamento e estenderia gradualmente a soberania israelense para a Cisjordânia. A Al Jazeera relatou no ano seguinte que Netanyahu deveria anunciar em 1º de julho de 2020 a anexação de Israel do Vale do Jordão e do norte do Mar Morto. Citando cálculos da organização Paz Agora, essa proposta mais recente apreenderia cerca de 1.236 quilômetros quadrados de terra do Vale do Jordão em comparação com os 964 quilômetros quadrados do mapa conceitual de Trump. Em uma entrevista em maio de 2020 ao Israel Hayom, antes da anexação proposta, Netanyahu explicou que os enclaves palestinos na área permaneceriam subordinados ao controle militar israelense: "Eles permanecerão como um enclave palestino... Não é necessário aplicar soberania sobre eles, eles permanecerão sob controle palestino, se assim o desejarem. Mas o controle de segurança também se aplica a esses lugares". No entanto, a proposta de anexação não foi implementada.
Segundo Yuval Shany, titular da Cátedra Hersch Lauterpacht de Direito Internacional na Universidade Hebraica de Jerusalém, os planos de anexação de Netanyahu violaram os Acordos de Oslo e a solução de dois estados que Netanyahu havia aceitado anteriormente. O resultado efetivo de tais planos seria "efetivamente criar enclaves palestinos na área não anexada com contiguidade limitada e quase certamente sem viabilidade sustentável como estado independente. Essa divisão do controle territorial se parece mais com o sistema sul-africano de Bantustões do que com a base de uma solução de dois estados viável." Cinquenta especialistas da ONU tornaram público que o resultado seriam Bantustões, com o escritor judeu sul-africano-israelense Benjamin Pogrund, antes contrário à analogia com o apartheid, alegando também que a proposta introduziria efetivamente um sistema de apartheid. Uma opinião semelhante foi expressa pelo professor Amichai Cohen do Instituto de Democracia de Israel.

## Área territorial

### Colonatos israelenses e Área C
O Plano Allon, o plano da Organização Sionista Mundial Drobles, o plano de Menachem Begin, o plano "Allon Plus" de Benjamin Netanyahu, a Cúpula de Camp David de 2000 e a visão de Sharon de um estado palestino previram todos um território cercado, dividido e, em última análise, controlado por Israel, assim como o plano de paz de Trump de 2020. Os assentamentos transformaram as comunidades palestinas em enclaves fragmentados sem perspectivas de desenvolvimento. A atividade de assentamento aumentou marcadamente nos anos de Oslo. De 1994 a 2000, a população de colonos da Cisjordânia cresceu em 80.700 e cerca de quatrocentos quilômetros de estradas foram construídos. De 1992 até 2001, "entre 71 e 102 novos postos avançados judeus foram estabelecidos." Neve Gordon argumenta que essa atividade entra em contradição com a ideia de retirada da soberania israelense e criação de um estado palestino.
| População de colonos judeus    | 1948  | 1972   | 1983   | 1993    | 2004    | 2014    | 2020    |
| ------------------------------ | ----- | ------ | ------ | ------- | ------- | ------- | ------- |
| Cisjordânia (exceto Jerusalém) | 480   | 1,182  | 22,800 | 111,600 | 234,500 | 400,000 | 451,700 |
| Faixa de Gaza2                 | 30    | 700 1  | 900    | 4,800   | 7,826   | 0       | 0       |
| Jerusalém Oriental             | 2,300 | 8,649  | 76,095 | 152,800 | 181,587 |         | 220,000 |
| Total                          | 2,810 | 10,531 | 99,795 | 269,200 | 423,913 |         | 671,700 |
| Colinas de Golã                | 0     | 77     | 6,800  | 12,600  | 17,265  |         |         |

1 incluindo o Sinai
2 Janet Abu-Lughod menciona 500 colonos em Gaza em 1978 (excluindo o Sinai) e 1.000 em 1980.
Um novo governo israelense, formado em 13 de junho de 2021, declarou uma "situação de status quo" na política de assentamentos. De acordo com a Paz Agora, até 28 de outubro, isso não se confirmou. Em 24 de outubro de 2021, foram publicados editais para 1.355 unidades habitacionais, além de outras 83 em Givat HaMatos, e em 27 de outubro de 2021, foi dada aprovação para 3.000 unidades habitacionais, incluindo assentamentos no interior da Cisjordânia. Esses desenvolvimentos foram condenados pelos EUA, bem como pelo Reino Unido, Rússia e 12 países europeus. Enquanto os especialistas das Nações Unidas, Michael Lynk, Relator Especial sobre a situação dos direitos humanos no Território Palestino ocupado desde 1967, e Balakrishnan Rajagopal (Estados Unidos), Relator Especial da ONU sobre habitação adequada, afirmaram que a expansão dos assentamentos deve ser tratada como um "crime de guerra presumido".
A Resolução 2334 do Conselho de Segurança das Nações Unidas de 2016 "solicita ao Secretário-Geral que informe ao Conselho a cada três meses sobre a implementação das disposições da presente resolução;" Em 23 de dezembro de 2021, Michael Lynk, Relator Especial da ONU para os direitos humanos nos territórios palestinos, referiu-se ao quinto aniversário da Resolução 2334 e afirmou: "Sem uma intervenção internacional decisiva para impor responsabilidade a uma ocupação sem responsabilidade, não há esperança de que o direito palestino à autodeterminação e ao fim do conflito seja realizado em um futuro próximo".

### Continuidade territorial
Planos sucessivos de assentamentos pretendiam interromper a continuidade geográfica com o objetivo de evitar o surgimento de um estado palestino. O plano Drobles deixou isso explícito:
O objetivo de povoar as áreas entre e ao redor dos centros ocupados pelas minorias é reduzir ao mínimo o perigo de um novo estado árabe ser estabelecido nesses territórios. Sendo cortada por assentamentos judeus, a população minoritária terá dificuldade em formar uma comunidade territorial e política.
As políticas de fechamento e separação pós-Oslo são manifestadas em postos de controle, estradas de desvio, o Muro e o sistema de permissão. Isso resultou no confinamento, empobrecimento e imobilização dos palestinos, criando uma área fragmentada, uma sociedade dividida, uma economia devastada e um sentimento de "isolamento e abandono". Esse arranjo de dividir e governar áreas palestinas fragmentadas em subcomunidades fracas e pobres resultou na erosão de áreas urbanas, empobrecimento de áreas rurais, separação de famílias e negação de atendimento médico e educação superior. Meron Benvenisti escreveu em 2006 que o governo israelense espera que isso resulte em angústia demográfica e emigração, mas que "a sociedade palestina está demonstrando sinais de forte coesão e adaptação às condições de vida cruéis impostas a ela, e não há sinais de que os objetivos estratégicos tenham sido alcançados."

Em 2004, Colin Powell foi questionado sobre o que George W. Bush queria dizer quando falou de uma "Palestina contígua"; Powell explicou que "[Bush] estava enfatizando que não pode haver um monte de pequenos Bantustões ou toda a Cisjordânia dividida em pedaços incoerentes e não contíguos, e dizer que isso é um estado aceitável." Em vez de continuidade territorial, Sharon tinha em mente a continuidade de transporte. Em 2004, Israel pediu aos doadores internacionais que financiassem uma nova rede de estradas para os palestinos, que passaria por baixo e por cima da rede existente exclusiva para colonos. Como a aceitação implicaria aprovação oficial do empreendimento de assentamento, o Banco Mundial recusou. Enquanto os israelenses podiam percorrer a Área C contígua, estradas exclusivas para colonos dividiram a Cisjordânia em uma série de áreas não contíguas para os palestinos que queriam chegar às Áreas A e B. Em 2007, o Relator Especial John Dugard escreveu:
O número de postos de controle, incluindo bloqueios de estradas, montes de terra e trincheiras, aumentou de 376 em agosto de 2005 para 540 em dezembro de 2006. Esses postos de controle dividem a Cisjordânia em quatro áreas distintas: o norte (Nablus, Jenin e Tulkarem), o centro (Ramallah), o sul (Hebron) e Jerusalém Oriental. Dentro dessas áreas, foram criados mais enclaves por meio de um sistema de postos de controle e bloqueios de estradas. Além disso, estradas exclusivas para uso dos israelenses fragmentam ainda mais o Território Palestino Ocupado em 10 pequenos cantões ou Bantustões.
A Enciclopédia do Conflito Israelense-Palestino diz que "em agosto de 2006, a fragmentação da Cisjordânia e a capacidade dos palestinos de se deslocarem de um cantão para outro estavam em seu ponto mais baixo." A crítica à não continuidade continuou nos anos subsequentes. Em 2008, no último ano de seu mandato, Bush afirmou que "queijo suíço" não funcionaria como modelo de um estado e que, para ser viável, um futuro estado palestino deve ter um território contíguo. Em 2020, o ex-embaixador dos EUA em Israel, Martin Indyk, observou que o Plano Trump propunha uma continuidade 'transportacional' em vez de continuidade territorial, por meio de "túneis que conectariam as ilhas de soberania palestina. Esses túneis, é claro, estariam sob controle israelense."

### Expropriação de terras
Em 2003, o Relator Especial sobre o Direito à Alimentação, Jean Ziegler, relatou que estava:
também particularmente preocupado com o padrão de confisco de terras, que muitos intelectuais israelenses e palestinos e organizações não governamentais sugeriram ser inspirado por uma estratégia subjacente de "Bantustanização". A construção da cerca de segurança/muro do apartheid é vista por muitos como uma manifestação concreta dessa Bantustanização, uma vez que, ao dividir os Territórios Palestinos Ocupados em cinco unidades territoriais mal contíguas e desprovidas de fronteiras internacionais, ameaça o potencial de qualquer futuro Estado Palestino viável, com uma economia funcional, de poder realizar o direito à alimentação de seu próprio povo.
O Financial Times publicou um mapa da ONU de 2007 e explicou: "Os cartógrafos da ONU se concentraram em terras reservadas para assentamentos judeus, estradas reservadas para acesso dos colonos, a barreira de separação na Cisjordânia, áreas militares fechadas e reservas naturais", e "O que resta é uma área de habitação surpreendentemente próxima ao território reservado para a população palestina em propostas de segurança israelense datadas do pós-guerra de 1967."
Em um relatório de 2013 sobre a economia palestina em Jerusalém Oriental, as conclusões da UNCTAD observaram o aumento das demolições de propriedades e casas palestinas, bem como o crescimento dos assentamentos nas áreas circundantes de Jerusalém Oriental e Belém, acrescentando "à fragmentação física existente entre diferentes 'bantustões' palestinos - com base na experiência sul-africana de 'pátrias' economicamente dependentes e autogovernadas que existem dentro da órbita da metrópole avançada". Um relatório de 2015 do Conselho Norueguês para Refugiados destacou o impacto das políticas israelenses em áreas-chave de Jerusalém Oriental, principalmente o Muro e a atividade de assentamento, especialmente em relação a Givat HaMatos e Har Homa.
Segundo o Haaretz, em novembro de 2020, o Ministério dos Transportes de Israel anunciou um plano mestre de estradas e transporte até 2045, o primeiro do tipo para a Cisjordânia. Detalhes sobre os planos estão contidos em um novo relatório intitulado "Rota para a Anexação", que conclui que "o desenvolvimento rodoviário e de transporte na Cisjordânia cria fatos no terreno que constituem um fortalecimento significativo da anexação de facto que já está ocorrendo na Cisjordânia e permitirá um crescimento massivo dos assentamentos nos próximos anos."

## Jerusalém

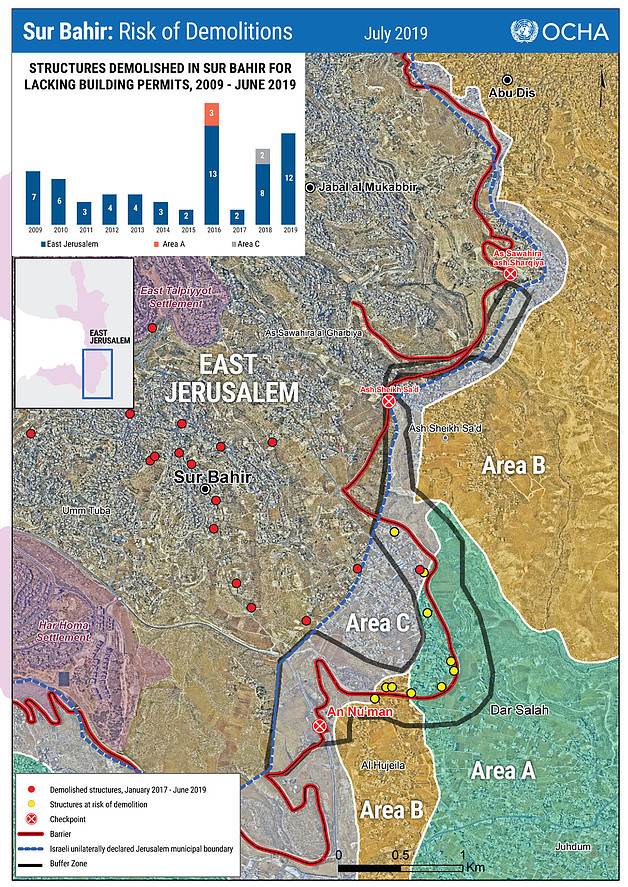
Sur Baher, um exemplo de um enclave palestino em Jerusalém Oriental.

A Dra. Hanna Baumann, do Centro de Pesquisa de Conflitos Urbanos da Universidade de Cambridge, descreve Jerusalém como "uma cidade de enclaves por excelência". Baumann explicou a semelhança nas políticas israelenses em relação às áreas palestinas em Jerusalém Oriental e na Cisjordânia, observando que até mesmo bairros palestinos de classe média em Jerusalém Oriental foram desconectados do restante da cidade. Um estudo semelhante publicado em 2006 por mais de 40 autores palestinos, israelenses e internacionais concluiu que Jerusalém contém um "arquipélago" de "ilhas" palestinas isoladas, criadas por sistemas rodoviários segregados e zonas-tampão. Através desse "controle espacial", as áreas palestinas perderam terras agrícolas, foram excluídas da vida israelense e proibidas de se expandir além das áreas já estabelecidas. Esse arranjo foi imposto por meio de uma série de Planos Mestres de Jerusalém do governo israelense desde 1967, que estabeleceram as políticas de planejamento urbano para a manutenção de uma maioria judaica e hegemonia cultural na cidade. Outros estudiosos publicaram avaliações semelhantes dos enclaves palestinos em Jerusalém, incluindo Michael Dumper, Professor de Política do Oriente Médio na Universidade de Exeter, e Salem Thawaba e Hussein Al-Rimmawi, Professores Associados na Universidade Birzeit.